# サン＝ジャム
サン＝ジャム （Saint-James）は、フランス、ノルマンディー地域圏、マンシュ県のコミューン。

## 地理
サン＝ジャムはノルマンディーとブルターニュの境界に位置している。
ブーヴロン川とディエルジュ川がコミューンを流れる。

## 由来
中世、町はサン・ジャム・ド・ブーヴロン（Saint James de Beuvron）として知られていた。フランス革命時代にはブーヴロン・レ・モン（Beuvron-les-Monts）という名をつけられていた。

## 歴史

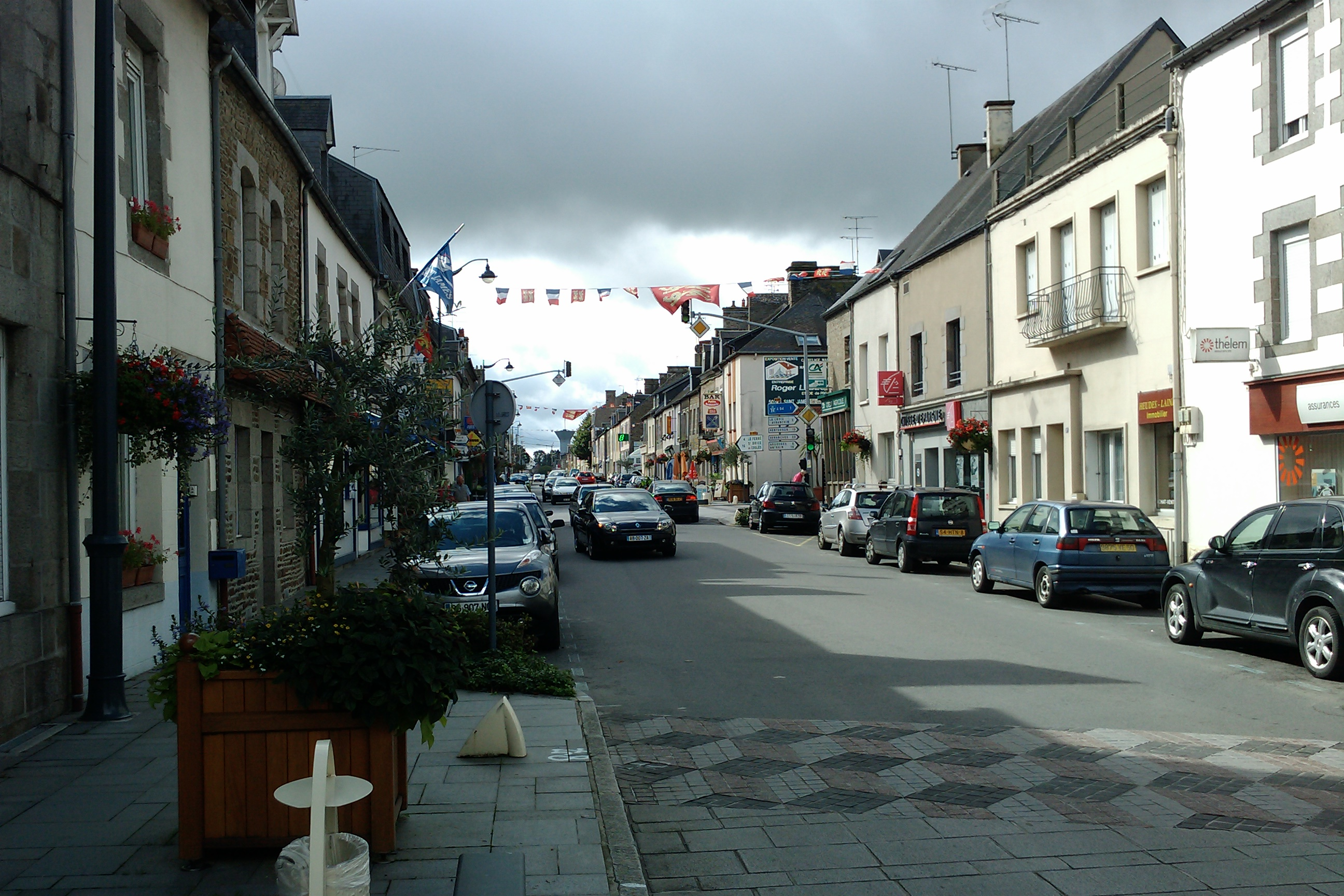
リベラシオン通り

1067年、イングランド王ウィリアム1世（征服王）は、ブルトン人の攻撃から領土を守るためにサン＝ジャムの町に要塞を構築した。町の防衛設備は15世紀終わりまで続いた。10世紀から18世紀まではラシャ製造の町となり、モン・サン＝ミシェル巡礼へ向かう巡礼者たちの中継地であった。
百年戦争の最中であった1426年初め、ブルターニュ公ジャン5世は実弟リッシュモン元帥と協力してサン＝ジャムでイングランド軍を包囲したが、成功しなかった。しかし、1449年にノルマンディー征服事業が開始されるとリッシュモンの軍にサン＝ジャムは落とされた。
ふくろう党との戦いの時代、町は共和国派とシュアンの間で起きた数度の衝突の場となった。1796年の前半を通じ、町はシュアンの手中にあった。
1901年から1933年まで、ノルマン・トラムが運営するアヴランシュ-サン＝ジャム間路線が町に通じていた。

## 人口統計
| 1962年 | 1968年 | 1975年 | 1982年 | 1990年 | 1999年 | 2006年 | 2011年 |
| ------ | ------ | ------ | ------ | ------ | ------ | ------ | ------ |
| 2415   | 2452   | 2489   | 2766   | 2976   | 2917   | 2735   | 2718   |

参照元:1999年までEHESS、2004年以降INSEE

## 経済
- 『セント・ジェームズ』（Saint-James）の名で日本に紹介されているニットウェア会社。漁業関係者用セーターの会社として、サン＝ジャムで創業。

## 史跡
- アメリカ人墓地 - 4410人の兵士が埋葬されている。
- サン・ブノワの巨石 - 紀元前4000年頃のもの。フランス歴史文化財に登録されている[6]
- サン・ジャック教会
- パリュエルのシャトー - フランス歴史文化財に登録されている

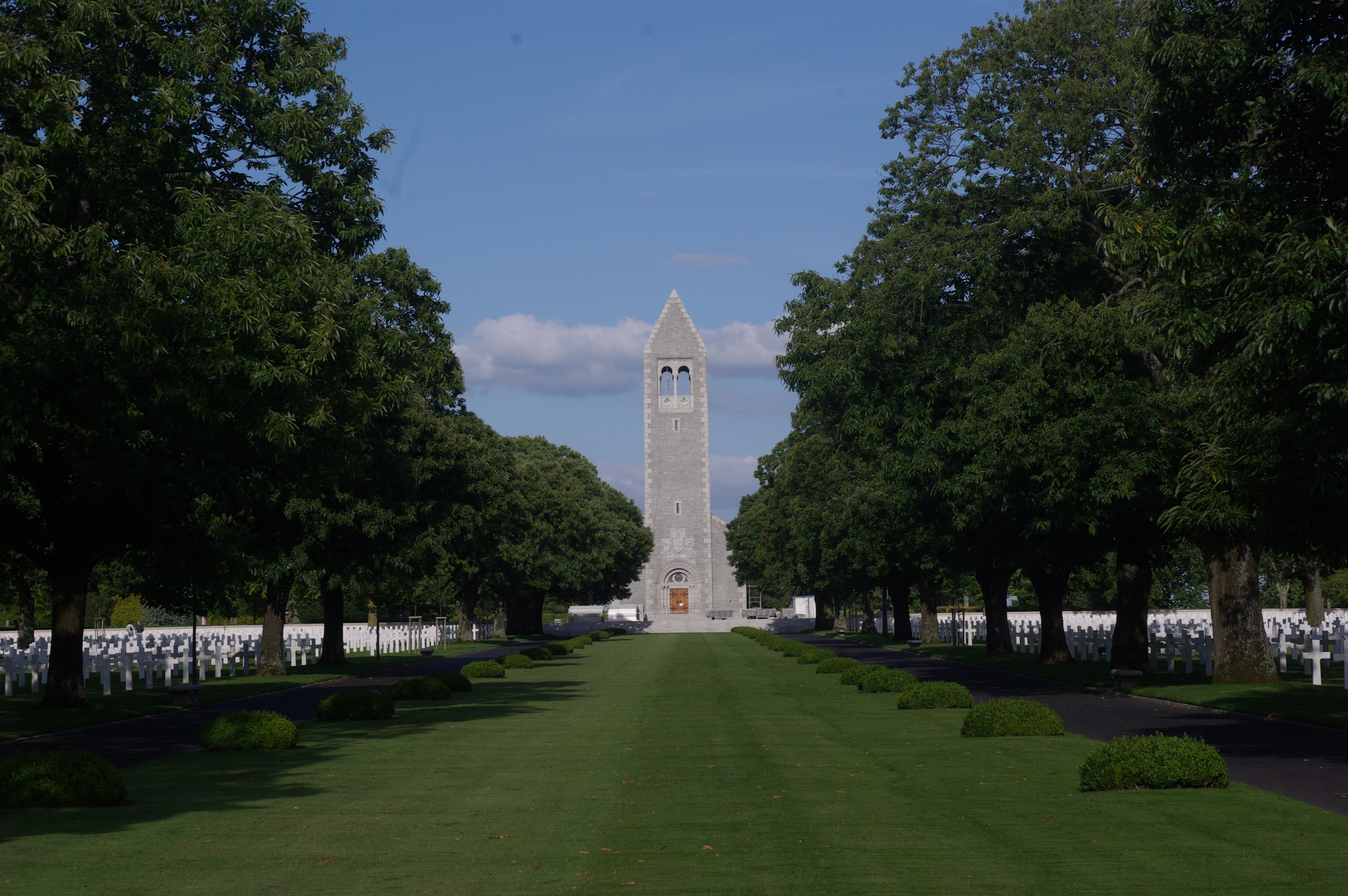
アメリカ人墓地
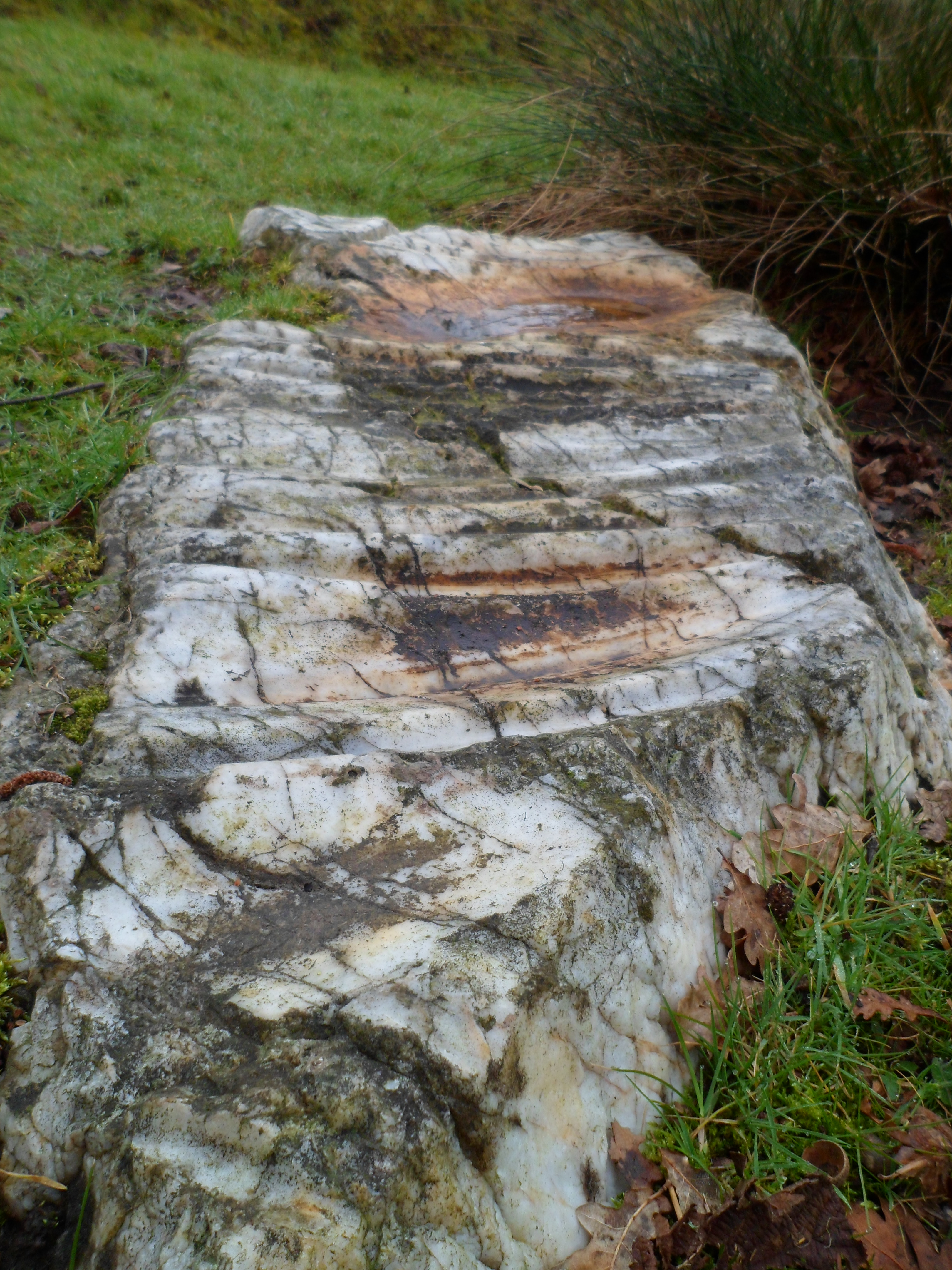
サン・ブノワの巨石
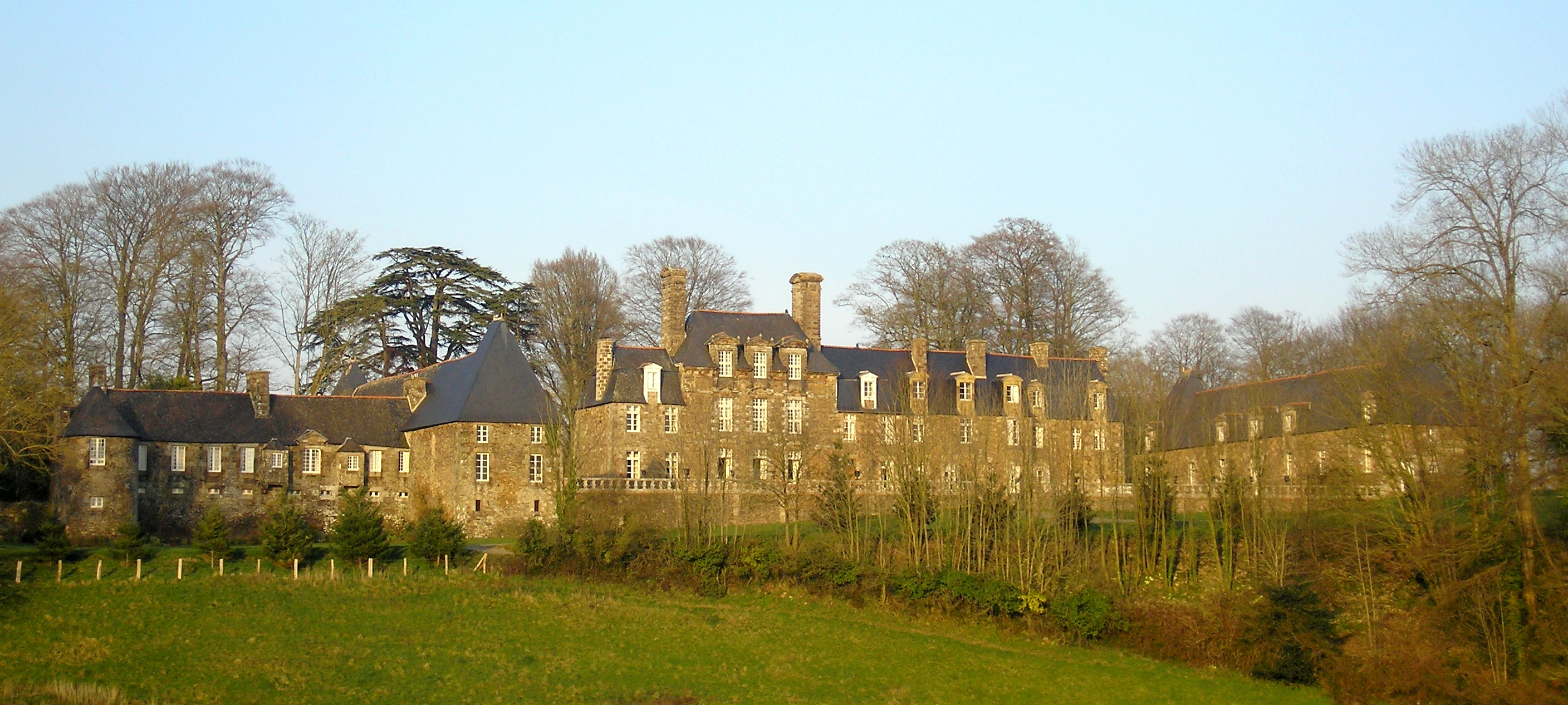
パリュエルのシャトー

## 姉妹都市
- エルケレンツ、ドイツ
- ビーミンスター、イギリス